# Donat Acklin
Donat Acklin (Herznach, 6 giugno 1965) è un ex bobbista svizzero.
È fratello di Guido, anch'egli bobbista di livello internazionale.

## Biografia
Ai XVI Giochi olimpici invernali (edizione disputatasi nel 1992 a Albertville, Francia) vinse la medaglia di bronzo nel Bob a quattro con i connazionali Gustav Weder, Lorenz Schindelholz e Curdin Morell, partecipando per la nazionale svizzera, venendo superate da quella tedesca e austriaca.
Il tempo totalizzato fu di 3:53,92, con un distacco leggero dalle prime classificate, 3:53,90 e 3:53,92 i loro tempi. Vinse la medaglia d'oro nel bob a due con Gustav Weder stabilendo un tempo di 4:03,26
Ai XVII Giochi olimpici invernali bissò il successo ottenuto le olimpiadi scorse, vincendo una medaglia d'oro nel bob a due in coppia con Gustav Weder con 3:37,24 e una medaglia d'argento nel bob a quattro con Gustav Weder, Kurt Meier e Domenico Semeraro con un tempo di 3:27,84 
Inoltre ai campionati mondiali vinse numerose medaglie:
- nel 1989, argento nel bob a quattro con Nico Baracchi, Christian Reich e René Mangold,[5] argento nel bob a due;[6]
- nel 1993, oro nel bob a quattro con Gustav Weder, Kurt Meier e Domenico Semeraro.